# Елистратов, Аркадий Иванович
Арка́дий Ива́нович Елистра́тов (1873/1874—1955) — российский и советский юрист, профессор, специалист по административному законодательству.

## Биография
Родился 27 декабря 1873 (8 января 1874) в мещанской семье в селе Бурцево Буинского уезда Симбирской губернии.
Окончил с золотой медалью 1-ю казанскую гимназию (1892) и с дипломом 1-й степени юридический факультет Казанского университета (1896). Был оставлен при университете на три года профессорским стипендиатом при кафедре уголовного права. В 1897-1899 годах проходил научную стажировку в университетах Германии и Австрии. В 1898 году, выдержав испытания на степень магистра уголовного права, 30 ноября 1898 года был принят приват-доцентом для преподавания обязательного курса уголовного судопроизводства. В октябре 1906 года был утверждён в степени полицейского права после защиты диссертации «О прикреплении женщины к проституции (врачебно-полицейский надзор)». В том же году был избран на должность экстраординарного профессора по кафедре полицейского права и стал читать в Казанском университете (1906—1907) обязательный курс административного права (впоследствии издал учебник русского административного права). В марте 1908 года за одну из своих лекций он был оштрафован и в мае того же года отстранён от чтения лекций.
Защитив в мае 1909 года в Казанском университете диссертацию «Борьба с проституцией в Европе», был утверждён в степени доктора полицейского права. В этом же году был принят на юридический факультет Московского университета приват-доцентом кафедры полицейского (административного) права с допущением к чтению общего параллельного курса административного права. В 1910 году участвовал в конкурсе на замещение должности экстраординарного профессора по этой же кафедре; хотя ряд профессоров юридического факультета подали заявления против избрания Елистратова, 8 июля 1910 года ректор университета сообщил о его назначении экстраординарным профессором. С 1911 года — ординарный профессор кафедры административного права, а в период 1911—1913 годов был ещё и проректором Московского университета. Преподавал в университете до 1918 года, когда был уволен по декрету Совета народных комиссаров от 9.10.1918 г. Кроме университета с июля 1912 года он преподавал в Катковском лицее и в Московском коммерческом институте (1912-1913) в качестве ординарного профессора.
В 1918—1920 годах он был профессором Таврического университета (Симферополь) и деканом юридического факультета. После закрытия факультета в 1921 году вернулся в Москву.
В 1920-х годах он в качестве консультанта по административному законодательству принимал участие в работе коллегии НКВД по составлению Устава службы советской милиции. В 1922-1923 гг. — профессор кафедры публичного права, в 1923—1925 гг. - профессор кафедры административного права факультета общественных наук МГУ; в 1925-1930 гг. — профессор на факультете советского права и строительства МГУ (1925—1931), после ликвидации которого и в связи с устранением из программ юридических вузов как «буржуазных» дисциплин государственного, административного, финансового права, будучи «не свободным от груза буржуазных представлений» был вынужден уйти на пенсию; занялся любительской фотографией.
Был действительным членом Института советского права.
Умер 5 января 1955 года в Москве от сердечного приступа. Похоронен на Новодевичьем кладбище